# Рембрандт (Ајова)
Рембрандт (енгл. Rembrandt) град је у америчкој савезној држави Ајова. По попису становништва из 2010. у њему је живело 203 становника.

## Демографија
Према попису становништва из 2010. у граду је живело 203 становника, што је -25 (-11.0%) становника више него 2000. године.
| Група             | 2000.        | 2010.       |
| Белци             | 228 (100.0%) | 192 (94,6%) |
| Афроамериканци    | 0 (0,0%)     | 1 (0,5%)    |
| Азијати           | 0 (0,0%)     | 0 (0,0%)    |
| Хиспаноамериканци | 0 (0,0%)     | 8 (3,9%)    |
| Укупно            | 228          | 203         |